# Sinagoga Unida de Cardiff
La Sinagoga Unida de Cardiff  (en galés: Synagog Unedig Caerdydd; en inglés: Cardiff United Synagogue) es la congregación ortodoxa judía de Cardiff, capital de Gales, en el Reino Unido.
Una comunidad judía existió en Cardiff desde 1841, cuando el marqués de Bute donó tierras para un cementerio judío. La congregación, que es el resultado de la fusión de varias congregaciones históricas, tiene sus raíces en la antigua Congregación Hebrea, que erigió un edificio para la sinagoga en la calle Trinity, en 1853, y la Sinagoga de la calle Bute de 1858.